# Ernst Ranke
Ernst Ranke (Wiehe (Türingia), 1814. szeptember 10. – Marburg, 1888. július 30.) német evangélikus teológus.

## Élete
Tanult Lipcsében, Berlinben és Bonnban. Buchaui lelkész lett 1840-ben, majd 1850-ben marburgi teológiai tanár. Mint konzisztóriumi tanácsos nagy befolyással volt egyháza ügyeire. Kiadott több régi bibliai fordítást, énekeskönyvet. Költeményeket is írt.

## Művei
- Das kirchliche Perikopensystem aus den ältesten Urkunden der Römischen Liturgie (Berlin, 1847)
- Das Buch Tobias, metrisch übersetzt (Bayreuth, 1847)
- Kritische Zusammenstellung der... neunen Perikopenkreise (Gotha, 1859)
- Specimen codicis Novi Testamenti Fuldensis (Marburg, 1860)

### Költeményei
- Gedichte (Erlangen, 1848)
- Zuruf an das deutsche Volk (1849)
- Carmina academica (Marburg, 1866)
- Lieder aus grossen Zeiten (1870, 2. kiad. 1875)
- Horae Lyricae (Bécs, 1874)
- Die Schlacht im Teutoburger Wald (Marburg, 1876), (a teutoburgi csatáról)
- Rhythmica (Bécs, 1881)
- De Laude Nivis (Marburg, 1886)